# Эйгенсон, Александр Генрихович
Александр Генрихович Эйгенсон (19 июля 1914, Баку — 12 мая 1979, Москва) — советский инженер-нефтяник, заслуженный деятель науки и техники РСФСР, заслуженный деятель науки и техники Татарской АССР, заслуженный работник нефтяной и газовой промышленности Российской Федерации.

## Биография
Окончил с отличием Азербайджанский индустриальный институт (АзИИ) по специальности горный инженер (1938).
Сестра- Наталья Генриховна Эйгенсон (1921 г. Баку - 2016 г. Берлин), первая заведующая кафедрой иностранных языков Бакинского высшего общевойскового командного училища.
Брат - Дмитрий Генрихович Эйгенсон (15 ноября 1925 г. Баку - ? г. Владивосток), инженер-капитан второго ранга, участник ВОВ.

## Трудовая деятельность
- 1938—1947 старший инженер, начальник цеха бурения, главный инженер геологоразведочной конторы бурения предприятий объединения «Пермнефть»;
- 1947—1956 начальник отдела, главный инженер конторы бурения, главный инженер треста «Башзападнефтеразведка» объединения «Башнефть»;
- 1956—1958 главный инженер Главного управления газовой промышленности при Совете Министров СССР (Главгаз СССР).
- 1958—1967 управляющий трестом «Татнефтегазразведка» объединения «Татнефть»
- 1967—1979 заместитель начальника Главного управления по технике и технологии бурения Министерства нефтяной промышленности СССР.

## Семья
- Дядя (брат отца) — доктор медицины Сергей Александрович (Шмерка Ихильевич, Ефимович) Эйгенсон (?—1935) — был казённым раввином Александровска[2].
- Двоюродные братья — Морис Семёнович Эйгенсон астроном и астрофизик; Лев Соломонович Эйгенсон теплотехник; Александр Сергеевич Эйгенсон (1912—1999) нефтехимик, организатор нефтехимической промышленности[3].

## Награды и звания
- Отличник социалистического соревнования наркомата нефти СССР (1941), Отличник социалистического соревнования РСФСР (1964), Отличник разведки недр (1974).
- Почётный нефтяник.
- Заслуженный деятель науки и техники Татарской АССР, Заслуженный работник нефтяной и газовой промышленности РСФСР.
- Орден Трудового Красного Знамени (1966), орден «Знак Почёта» (1959), медаль «За доблестный труд в Великой Отечественной войне 1941—1945 гг.» (1945),
- медаль «За трудовую доблесть» (1951), медаль «За трудовое отличие» (1950).